# Pteris crassiuscula
Pteris crassiuscula är en kantbräkenväxtart som beskrevs av Ren-Chang Ching och Wang. Pteris crassiuscula ingår i släktet Pteris och familjen Pteridaceae. Inga underarter finns listade.